# Rudolf Brančovský
Rudolf Brančovský (* 12. února 1980 Brno) je český výtvarník a hudebník, frontman skupiny Poletíme?.

## Život
Vystudoval střední průmyslovou školu slévárenskou v Brně v oboru Umělecké zpracování kovů a drahých kamenů jako umělecký slévač. Maturoval v roce 1999. V roce 2002 přesídlil do Prahy, kde měl ateliér ve Švandově divadle, poté opět žil v Brně.
V současné době se mu jako výtvarníkovi stala nejsilnějším médiem akrylová malba na plátno či na objekty vyřezávané ze sololitu nebo papíru. Kromě malby rád pracuje i s prostorem, což ukazují například četné obrazy malované pro stěny kaváren, restaurací, klubů či veřejných prostor (např. Barevné vinařství Bavory, Lokál U Cajpla, rodinný zábavní park Bongo Brno, Galaxie Zlín, Tongo Hradec Králové, Toboga Praha). V zakázkách se věnuje též ilustraci.
S výsledky jeho výtvarného počínání je možné se kromě Česka setkat v Rakousku, Anglii, Irsku, USA, Kanadě, Belgii, Itálii, Švýcarsku a na Slovensku. Od roku 1999 měl přes 100 samostatných výstav.
Od roku 2007 je frontmanem hudební skupiny Poletíme?, ve které hraje na banjo a kytaru, zpívá a píše texty. Skupinou Poletíme? nahradil svoji předchozí kapelu Veselá zubatá, kterou založil v roce 2000. První kapelou, ve které Rudolf Brančovský působil, byla skupina No Goliash.
V současnosti (2023) tvoří kapelu osm muzikantů: Rudolf Brančovský (banjo, kytara, zpěv), Jáchym Hájek (trubka), Ondřej Hájek (piano), Michal Jež (bicí), Vojta Konečný (housle), Vít Kraváček (basová kytara), Pavel Križovenský (saxofon, příčná flétna) a Josef Zámečník (banjo).
Se svou ženou Terezou a synem Floriánem bydlí ve vesnici Lhotky, část Velkého Meziříčí.

## Diskografie
- s Veselou zubatou
  - 328 z Tlustýho, 2001
  - Projekt velmi malého srpu, 2002
  - 62 minut v sádle, 2003
  - Veselá Zubatá, hodná sestra zlého Smrťáka Tvrďáka, 2006
- Kuchyňská deska, 2006 – sólový projekt s písničkami z Veselé zubaté, spolupráce s Jaromírem Františkem Palmem
- s Poletíme?
  - Jednoduché písničky o složitém životě, 2008
  - Skupina dobře vypadajících mužů, 2010
  - Kroskántry, 2012
  - Turbošansón, 2014
  - Chce to hit!, 2018
  - Best of do gramofonu, 2023